# Kožino
Le village de Kožino est situé en Dalmatie du Nord, en Croatie, à 9 km au nord-ouest de la ville de Zadar.

## Population
En 2011, le village de Kožino compte 815 habitants.

## Architecture
Le village de Kožino abrite l'église Saint-Michel qui fut construite en 1522.
Cette église a la particularité d'avoir son clocher séparé du reste du bâtiment.

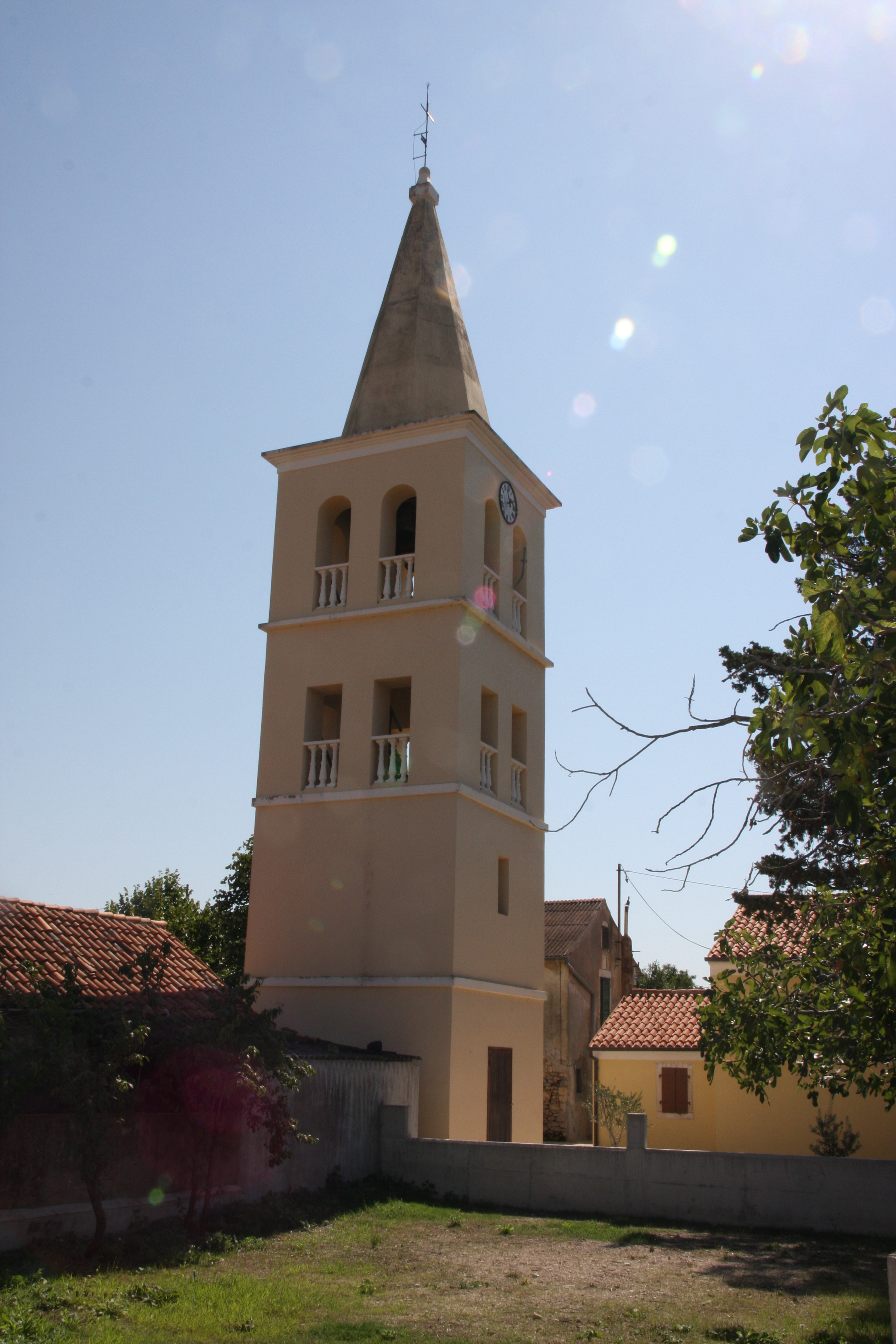
Clocher de l'église
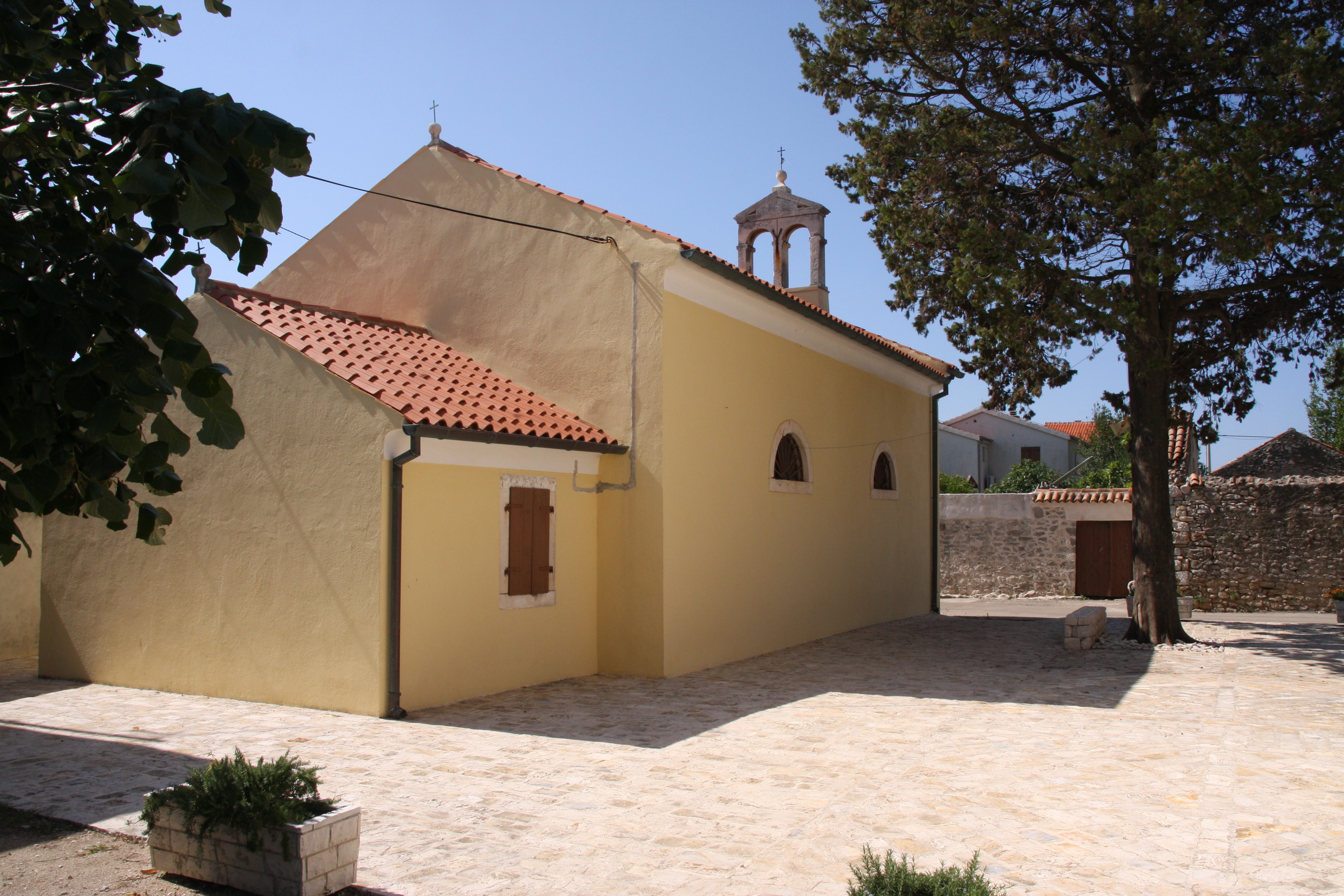
Bâtiment principal
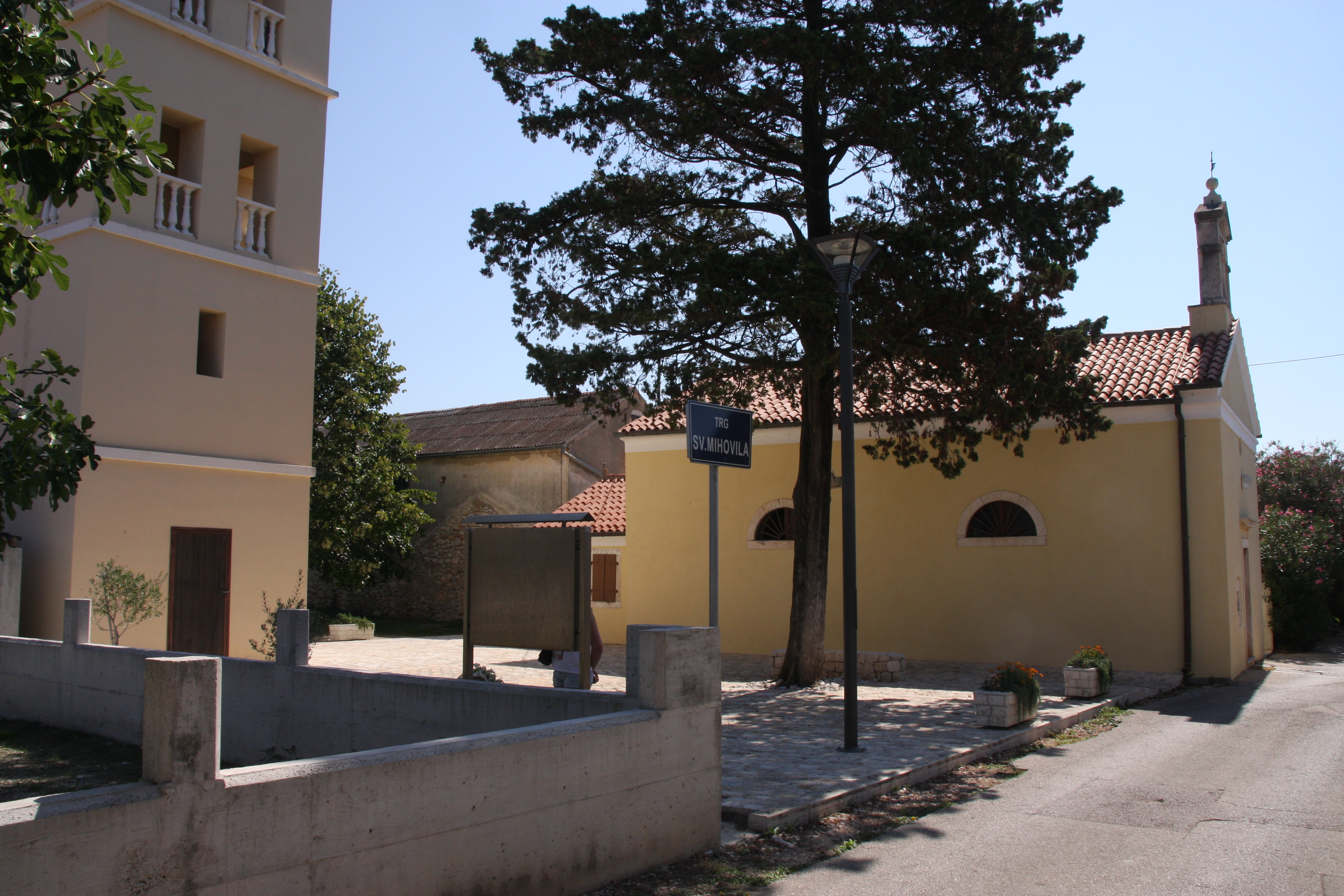
Vue d'ensemble de l'église